# Pseudomops magnifica
Pseudomops magnifica es una especie de cucaracha del género Pseudomops, familia Ectobiidae. Fue descrita científicamente por Rocha e Silva en 1973.
Habita en Brasil.